# Плунгянский, Мордехай
Мордехай (Марк) бен-Соломон Плунгянский (из Плунгян) — еврейский писатель, учёный, лингвист, просветитель, видный представитель маскилим 1840-х годов.

## Биография
Родился в местечке Плунгяны (Ковенской губ.) в 1814 г., в родовитой семье, ведущей свою родословную от известного раввина Мордехая Яффе. В молодости Плунгянский изучил Талмуд под руководством выдающихся раввинов своего времени.
Плунгянский состоял учителем в доме ивеницкого богача Самуила Элиасберга, ученика и поклонника известного Менаше Илиера.
На основании полученных от Элиасберга сведений Плунгянский написал книгу «Ben Porat Архивная копия от 6 ноября 2019 на Wayback Machine» (1858), посвященную биографии и изложению воззрений и реформаторских стремлений Илиера. Плунгянский в своей монографии является не только комментатором, но и продолжателем учения автора «Alfe Menasche». Высказанное последним мнение, что амораим иногда неверно толковали текст Мишны, вследствие чего приходили к неверным выводам и постановлениям, Плунгянский старался подтвердить многочисленными примерами. В духе Илиера Плунгянский пытался также цитатами из Талмуда доказать необоснованность многих обременительных для жизни раввинских постановлений. Книга Плунгянского возбудила против него религиозные консервативные круги.
Поселившись в Вильне, Плунгянский состоял учителем в Виленском раввинском училище, где преподавал богословские предметы. После закрытия училища Плунгянский занимал должность корректора в типографии Ромма.
Печатал стихи на древнееврейском языке и идише в различных периодических изданиях. В 1860-х гг. сотрудничал с газетой «Кол мевасер», где опубликовал перевод на идиш стихотворения А. С. Пушкина «Телега жизни», положив начало «Пушкинианы» на идише.
В своей литературной карьере имел несчастье вызывать недовольство как ортодоксальных кругов, которые обвиняли его в ереси, так и либералов, которые считали его консерватором, следовательно, он преследовался первыми и отвергался последними.
Умер в Вильне в 1883 г.

### Семья
Один из внуков Мордехая Плунгянского Моше (Моисей) Бейлинсон — сионистский деятель, журналист, переводчик и врач. Редактор газеты «Давар», основатель больницы в Петах-Тикве, носящей его имя.

## Сочинения
Кроме статей и стихотворений, напечатанных в разных еврейских изданиях, Плунгянский опубликовал:
- «Talpijot» (о талмудических силлогизмах, 1849);
- «Kerem li-Schelomoh Архивная копия от 6 ноября 2019 на Wayback Machine» (комментарий к Когелету, 1857);
- «Schebet Eloha» (о ритуальном навете, 1862);
- «Or Boker» (об интерпретации, 1868);
- «Kerem li-Schelomoh» Архивная копия от 6 ноября 2019 на Wayback Machine (комментарий к Песни Песней, 1877);
- «Or Chadasch» (комментарий к агаде, напечатано без обозначения имени автора).

Оставил также много неизданных рукописей. Отрывок из его сочинения о еврейских глаголах опубликован в «Kerem Chemed», IX.